# Cubell de la brossa
|  | No s'ha de confondre amb galleda, poal o ferrada. |

|  | Per a altres significats, vegeu «Model del cubell d'escombraries». |

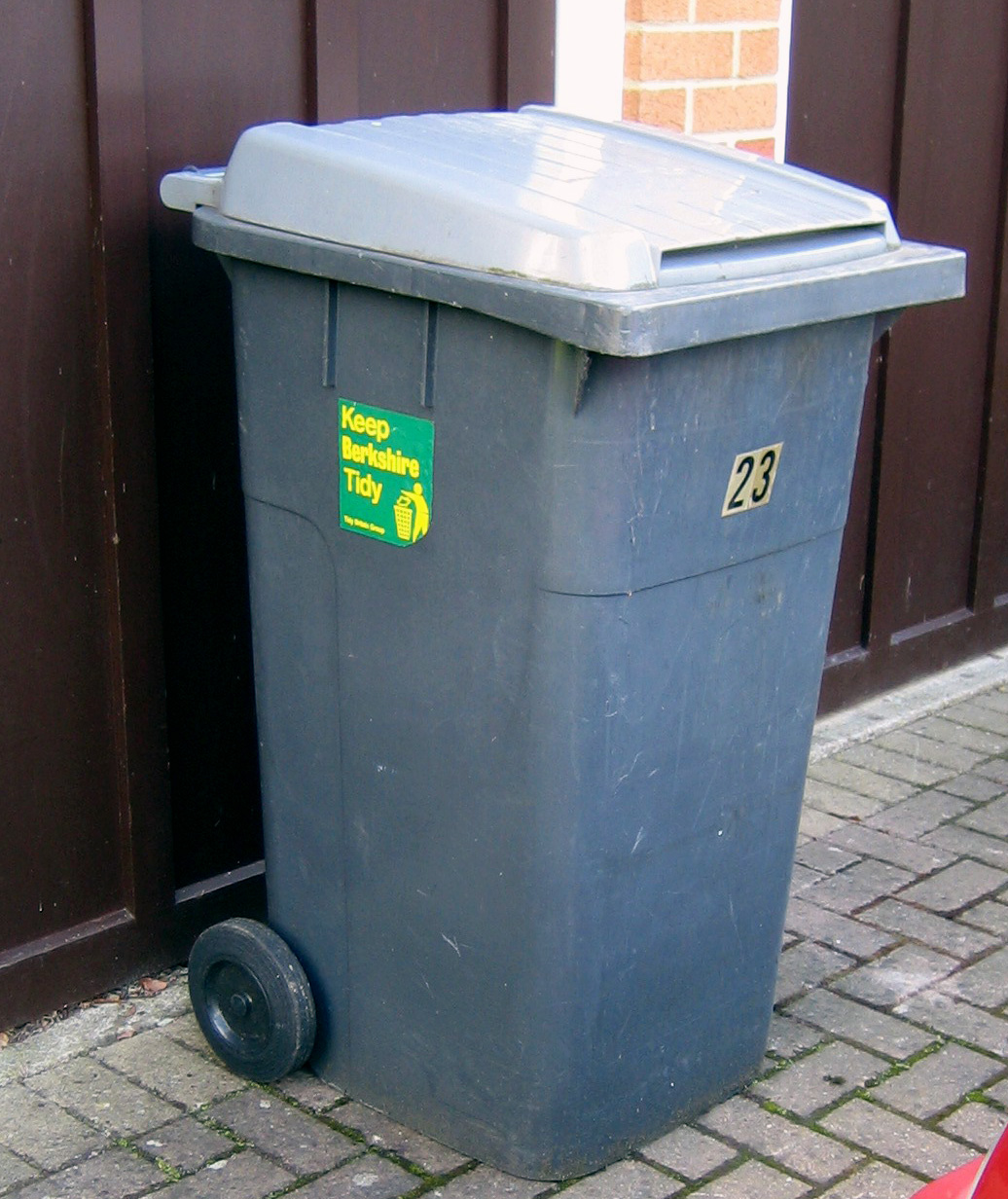
Un cubell d'escombraries amb rodes a Berkshire, Anglaterra.

Un cubell o galleda de la brossa, contenidor d'escombraries o simplement contenidor, és un recipient emprat per emmagatzemar escombraries que pot estar fet de metall o de plàstic. Els usats en l'interior de les cases tradicionalment es col·loquen a la cuina per desfer-se dels sobrants culinaris com ara peles de fruita o envasos de menjar.
També existeixen papereres que s'usen en espais públics, homònimes de les que s'usen en oficines per desfer-se de paper usat i altres residus.
La majoria de les galledes d'escombraries tenen tapes superiors per evitar les olors que solen emetre les escombraries. Encara que la majoria s'ha d'obrir manualment, alguns disposen de pedals que obren la tapa quan es trepitgen.
En les galledes d'escombraries d'interior s'hi sol posar una bossa d'escombraries que manté el mateix cubell net, facilita la retirada de les escombraries quan s'omple i permet desfer-se d'ella amb el menor contacte possible. Una pràctica habitual és posar diverses bosses a cada cubell d'escombraries, de manera que pugui buidar la cubell retirant la bossa sense haver de reemplaçar-la, abreujant el procés.
Les escombraries solen deixar-se en aquests receptacles fins que s'omplen, moment en el qual es transfereixen via les anteriorment esmentades borses a un contenidor a l'exterior, o simplement a la vorera. Els contenidors de carrer solen ser de tres tipus: cubells (receptacles metàl·lics fets sovint de llauna o acer), contenidors (grans receptacles similars a cisternes) i contenidors amb rodes (lleugers, normalment de plàstic, fàcils de moure). Tots ells són buidats pels escombriaires, que aboquen el seu contingut en un camió d'escombraries que porten fins a un centre de reciclatge, abocador o incineradora.
També hi ha el cubell de reciclatge, una versió de la cubell tradicional dissenyat per rebre objectes que poden ser reciclats per fabricar nous productes. Aquests cubs es classifiquen en diferents categories (normalment representades per colors) que determinen què pot dipositar-hi, per exemple vidre, paper, plàstics, etc. Els continguts d'aquest cubell es porten a una planta de reciclatge per ser processats.

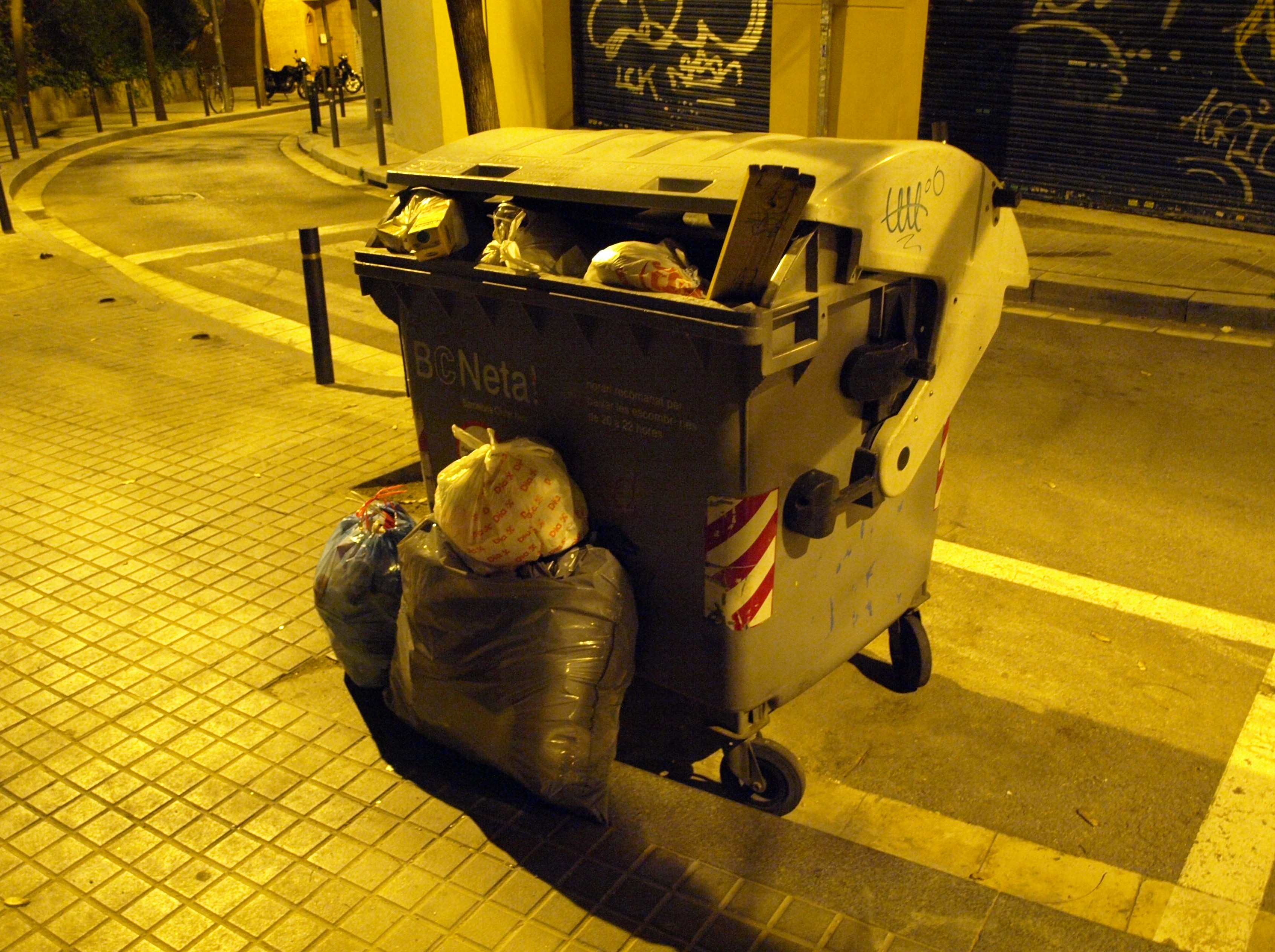
Contenidor ple de bosses d'escombraries a un carrer de Barcelona.

Certes zones públiques com els parcs tenen papereres situades al costat dels camins freqüentment transitats pels seus visitants. Això anima la gent a no llençar escombraries a terra, evitant així un desagradable ambient social insalubre i poc estètic.
Els cubs situats a l'exterior o en zones públiques transitades solen subjectar-se al sòl oa una paret. Això dissuadeix els lladres i també redueix el vandalisme en dificultar el moviment i la manipulació dels contenidors, com tirar les escombraries a terra o usar-los com armes llancívoles.
Alguns edificis d'habitatges tenen rampes d'escombraries per les que els seus residents poden desfer de les seves escombraries. Aquestes rampes solen donar a algun gran receptacle situat al soterrani.

## Altres usos
En informàtica, concretament en els sistemes operatius amb interfície d'usuari gràfica, el cubell d'escombraries és una icona amb aquesta forma en què es dipositen els fitxers que es volen esborrar (normalment arrossegant i deixant anar). Posteriorment va evolucionar a una paperera de reciclatge, tant en aspecte com en funcionalitat, ja que els fitxers dipositats en ella podien ser recuperats en cas d'haver estat eliminats per error (el que també obliga periòdicament a desfer-se del contingut no desitjat).